# 850
- Wikisource

| Calendário gregoriano                                                        | 850 DCCCL                                            |
| Ab urbe condita                                                              | 1603                                                 |
| Calendário arménio                                                           | 299 – 300                                            |
| Calendário bahá'í                                                            | -994 – -993                                          |
| Calendário budista                                                           | 1394                                                 |
| Calendário chinês                                                            | 3546 – 3547 Início a 18 de janeiro (aproximadamente) |
| Calendário copta                                                             | 566 – 567                                            |
| Calendário etíope                                                            | 842 – 843                                            |
| Calendários hindus - Vikram Samvat - Calendário nacional indiano - Cáli Iuga | 905 – 906 771 – 772 3950 – 3951                      |
| Calendário Holoceno                                                          | 10850                                                |
| Calendário islâmico                                                          | 235 – 236                                            |
| Calendário judaico                                                           | 4610 – 4611                                          |
| Calendário persa                                                             | 228 – 229                                            |
| Calendário rúnico                                                            | 1100                                                 |
| Calendário solar tailandês                                                   | 1393                                                 |

850 (DCCCL, na numeração romana) foi um ano comum do século IX que começou numa quarta-feira, segundo o calendário juliano. A terça-feira de Carnaval ocorreu a 18 de fevereiro e o domingo de Páscoa a 6 de abril. Segundo o horóscopo chinês, foi o ano do Cavalo, começando a 18 de janeiro (aproximadamente).
| Ano completo                   |
| ------------------------------ |
| Ano comum com início ao sábado |

## Eventos
- Início do Reinado de Ordonho I das Astúrias: extensão do reino asturianio até aos limites da Galiza; repovoamento de Tui, Astorga e Leão.

## Nascimentos
- Seiwa, 56º imperador do Japão.
- D. Sueiro Belfaguer (m. 925), Cavaleiro godo e 1º Senhor da Casa de Sousa.
- Armengol de Ruergue e Tolosa (m. 935), foi conde de Ruergue e de Tolosa.

## Mortes
- Ramiro I das Astúrias.
- Alcuarismi, matemático, astrônomo, astrólogo, geógrafo e autor persa (n. ca. 780).
- Nimmyo, 54º imperador do Japão.
- Donato Lobo de Bigorre, Conde de Bigorre.